# V1654 Aquilae
V1654 Aquilae (V1654 Aql / GJ 775) es una estrella de magnitud aparente +7,48 encuadrada en la constelación de Aquila.
Se encuentra, de acuerdo a la nueva reducción de los datos de paralaje de Hipparcos, a 41,9 años luz de distancia del sistema solar.
Estrellas conocidas cercanas a V1654 Aquilae son la brillante Alshain (β Aquilae) y la enana blanca Gliese 772, situadas respectivamente a 3,4 y 6,0 años luz de distancia.
V1654 Aquilae es una enana naranja de tipo espectral K4Vk o K5V.
Es una estrella de la secuencia principal que, al igual que el Sol, obtiene su energía a partir de la fusión nuclear de hidrógeno en su interior.
Tiene una temperatura efectiva de 4640 K y una luminosidad bolométrica —en todas las longitudes de onda— equivalente al 13% de la luminosidad solar.
De menor tamaño que el Sol, su radio equivale al 73% del radio solar.
Gira sobre sí misma con una velocidad de rotación proyectada de 0,9 km/s.
Sus características físicas son semejantes a las de 61 Cygni A —la componente más brillante de este sistema— o a las de ε Indi.
Tiene una metalicidad algo mayor que la del Sol ([Fe/H] = +0,15).
Con una masa de 0,785 masas solares, su edad se cifra en 880 millones de años.
V1654 Aquilae está catalogada como variable BY Draconis en el General Catalogue of Variable Stars.
La amplitud de su variación es de 0,04 magnitudes.